# The Devil Inside
The Devil Inside é um filme de terror sobrenatural produzido nos Estados Unidos, dirigido por William Brent Bell e lançado em 2012.